# Luis Blasco
Luis Blasco (1751 - 1828) fou un compositor espanyol de música religiosa, que va ser mestre de capella de la catedral de Màlaga i que deixà obres notables, entre elles diverses misses, misereres y villancets.